# Małgorzata z Zębocina
Małgorzata z Zębocina – półlegendarna, żyjąca w XI wieku, żona dziedzica Żębocina, uznawana za symbol wierności.

## Przekazy
O postaci tej wspomina choćby Słownik geograficzny Królestwa Polskiego i innych krajów słowiańskich czy Jan Długosz w swoim Jana Długosza Dziejów polskich księgach dwunastu. Legendarny przekaz sytuuje czas akcji legendy na okres wyprawy Bolesława Szczodrego na Kijów, który miał spowodować fale niewierności małżeńskich (motyw ten wykorzystał Mickiewicz w swoich Lilijach). Małgorzata, żona Mikołaja herbu Strzemię, dziedzica Zębocina położonego niedaleko Proszowic, chcąc dochować wierności swojemu mężowi, kazała zamknąć się wraz z dwoma siostrami w zamurowanej wieży kościelnej (żywiła się wciąganym na wieżę jedzenie), aby spokojnie doczekać powrotu męża i nie dać się zhańbić.

## W literaturze
Postacią tą inspirowało się wielu wczesnoromantycznych twórców drugiej i trzeciej dekady XIX wieku, w tym m.in. wileńscy filomaci (operetka Czeczota i żartobliwy utwór Ignacego Szydłowskiego Nagrobek Małgorzacie Zembocińskiej), członkowie Towarzystwa Ćwiczącej się Młodzieży w Literaturze Ojczystej (Wyrok Bolesława Walentego Chłędowskiego) czy młodzież krzemieniecka (duma Mikołaj i Małgorzata Karola Sienkiewicza). Powieści poświęcone tej postaci tworzyli również Dominik Magnuszewski i Paulina Krakowowa. Małgorzata z Zębocina jest tytułową bohaterką powieści Małgorzata z Zębocina. Powieść z dziejów ojczystych XI wieku Zygmunta Krasińskiego; wzmiankowana jest również w poświęconym Bolesławowi Szczodremu rozdziale Wizerunków książąt i królów polskich Józefa Ignacego Kraszewskiego. Małgorzata z Zębocina jest również tytułową bohaterką operetki autorstwa Jana Czeczota - utwór ten odczytał on 29 grudnia 1819 roku na spotkaniu filomatów, a na późniejszym spotkaniu został on zrecenzowany przez Adama Mickiewicza. Zdaniem Wojciecha Kruszewskiego operowa forma utworu Czeczota mogła wpłynąć na kształt i formę drugiej części Dziadów Mickiewicza.